# Ульяновский государственный технический университет
Ульяновский государственный технический университет (полное название — Федеральное государственное бюджетное образовательное учреждение высшего образования «Ульяновский государственный технический университет», также известен как УлГТУ, неофициальное название — Политех) — высшее учебное заведение, находящееся в Ульяновске, является крупнейшим техническим вузом Ульяновской области и одним из ведущих научных центров Поволжья. (до 1994 года имел название Политехнический институт, основанный в 1957 году). Количество студентов — более 10 000 человек. Обучение проводится на 52 кафедрах, по 48 специальностям и 33 направлениям.

## История
В связи с многократным увеличением промышленно технического потенциала в городе Ульяновске, чему предшествовала эвакуация ряда крупных промышленных предприятий из западных и центральных районов страны, городов которым угрожала немецко-фашистская оккупация в годы Великой Отечественной войны, возникла острая необходимость организовать подготовку инженерных кадров в городе Ульяновске. Поэтому руководство области ходатайствовало перед центральными руководящими органами об открытии в городе высшего технического учебного заведения. Эта просьба была удовлетворена, и в 1956 году в Ульяновске был открыт вечерний факультет Куйбышевского индустриального института. Постановлением Совета Министров РСФСР от 6 сентября 1957 года факультет был преобразован в вечерний политехнический институт.                                                                                                                                                                                                                                                                                                                                                                                                                                                                   
Приказом Министерства высшего образования СССР от 18 сентября 1957 года структура института определялась тремя вечерними факультетами: механическим со специальностями «Технология машиностроения», «Металлорежущие станки и инструменты»; энергетическим со специальностью «Электрификация промышленных предприятий и установок»; строительным со специальностью «Промышленное и гражданское строительство» и заочным факультетом со специальностями «Машиностроение» и «Приборостроение». Этим же приказом было намечено создать шесть кафедр: марксизма-ленинизма, высшей математики и теоретической механики, начертательной геометрии и черчения, физики и химии, иностранных языков, электротехники и открыть библиотеку. В первом учебном году в институте обучалось 699 студентов, в том числе 431 на вечернем отделении и 268 — на заочном. В следующем году прием студентов производился ещё по двум специальностям: «Авиационное приборостроение», «Конструирование и технология производства радиоаппаратуры». Первыми студентами института были молодые рабочие и служащие, имеющие среднее образование. Они без отрыва от производства повышали свою квалификацию, приобретали теоретические знания, необходимые для освоения сложной техники современного производства.
Первоначально занятия в институте приходилось проводить в сложных условиях: в плохо приспособленном небольшом здании Засвияжского района города. Почти полностью отсутствовали необходимое учебное оборудование и приборы, учебная и научная литература. В библиотеке института тогда насчитывалось менее полутора тысяч экземпляров книг. Имелись определённые трудности при формировании научно-педагогического коллектива. Первым директором института был доцент, кандидат технических наук И. И. Шабанов, а первыми деканами стали А. В. Бабушкин, А. И. Васин и А. А. Серов. B 1958 году заместителем директора вуза был назначен Л. В. Худобин, ставший известным педагогом и крупным ученым, доктором технических наук, профессором, заслуженным деятелем науки и техники. Большую роль в организации и развитии вуза сыграл и А. М. Алтухов, назначенный в 1960 году его ректором. Все они стояли у истоков университета. Благодаря их усилиям уже в 1959 году контингент студентов насчитывал 1315 человек. Расширилась материальная база за счет здания, расположенного на ул. Энгельса, 27. В настоящее время по этому адресу находится машиностроительный факультет.
Важным событием, определившим дальнейшее развитие института, стало Постановление Совета Министров СССР от 12 июля 1962 года и в соответствии с ним Постановление Совмина РСФСР от 30 июля 1962 года об организации Ульяновского политехнического института с дневной формой обучения. В то же время в нём сохранились вечернее и заочное обучение. В соответствии с Постановлением на дневном обучении были организованы механический и радиотехнический факультеты и создана 21 кафедра. Здесь в начале 1963 года уже работало 108 штатных преподавателей, в том числе 32 кандидата наук; доценты. В это время в вузе обучалось около 2,4 тысячи студентов. Совершенствовалась работа со студентами-заочниками, и в целях улучшения учебно-методической работы с ними в 1962 году в г. Димитровграде (Мелекессе) был открыт учебно-консультационный пункт.
В 1975 году в северной части города началось строительство учебного корпуса института.
Приказом Государственного комитета по высшему образованию РФ № 524 от 26 мая 1994 года Ульяновский политехнический институт преобразован в Ульяновский государственный технический университет.

### Факультет информационных систем и технологий

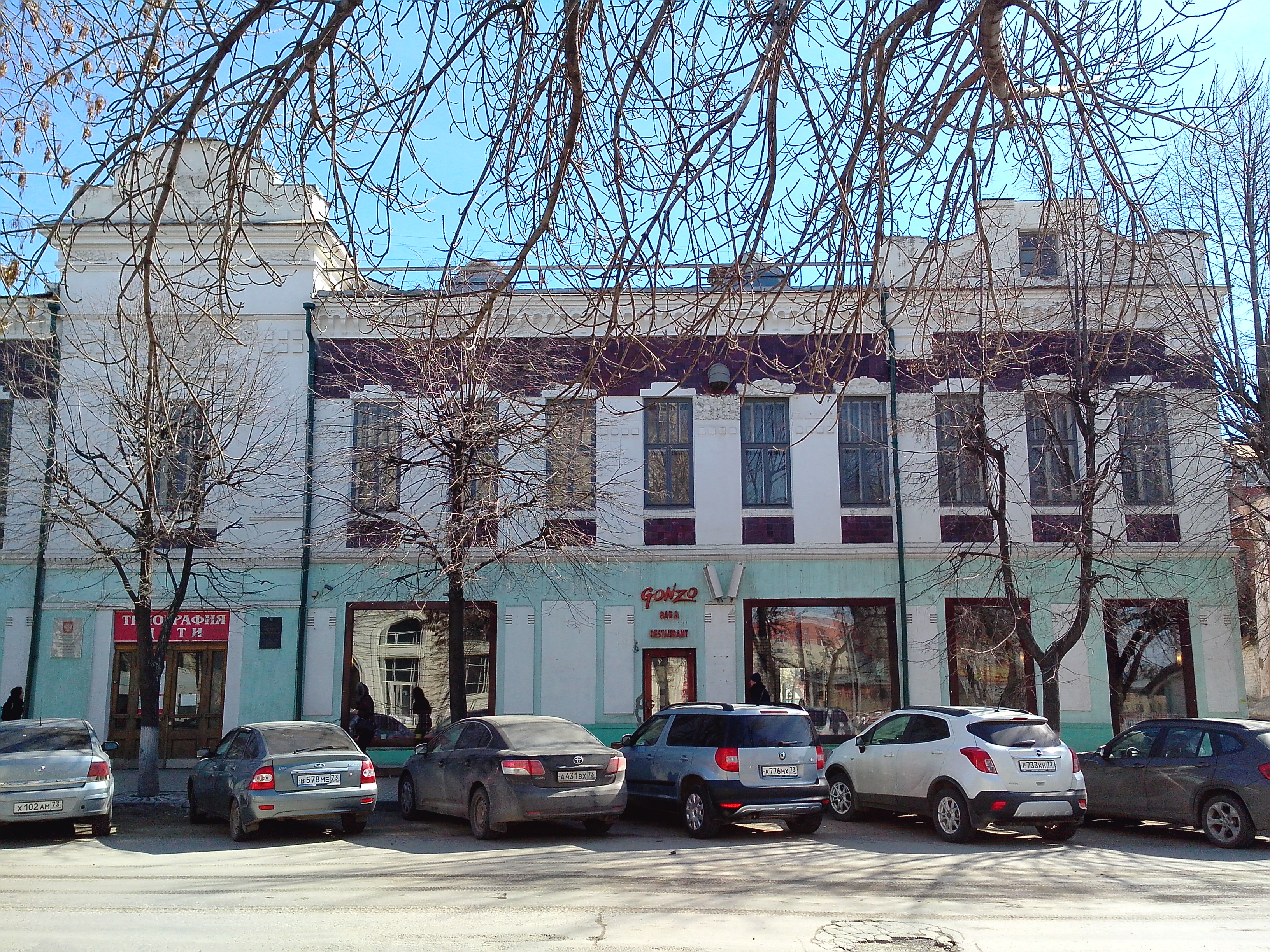
Ульяновский филиал ИРЭ РАН.

## Подразделения

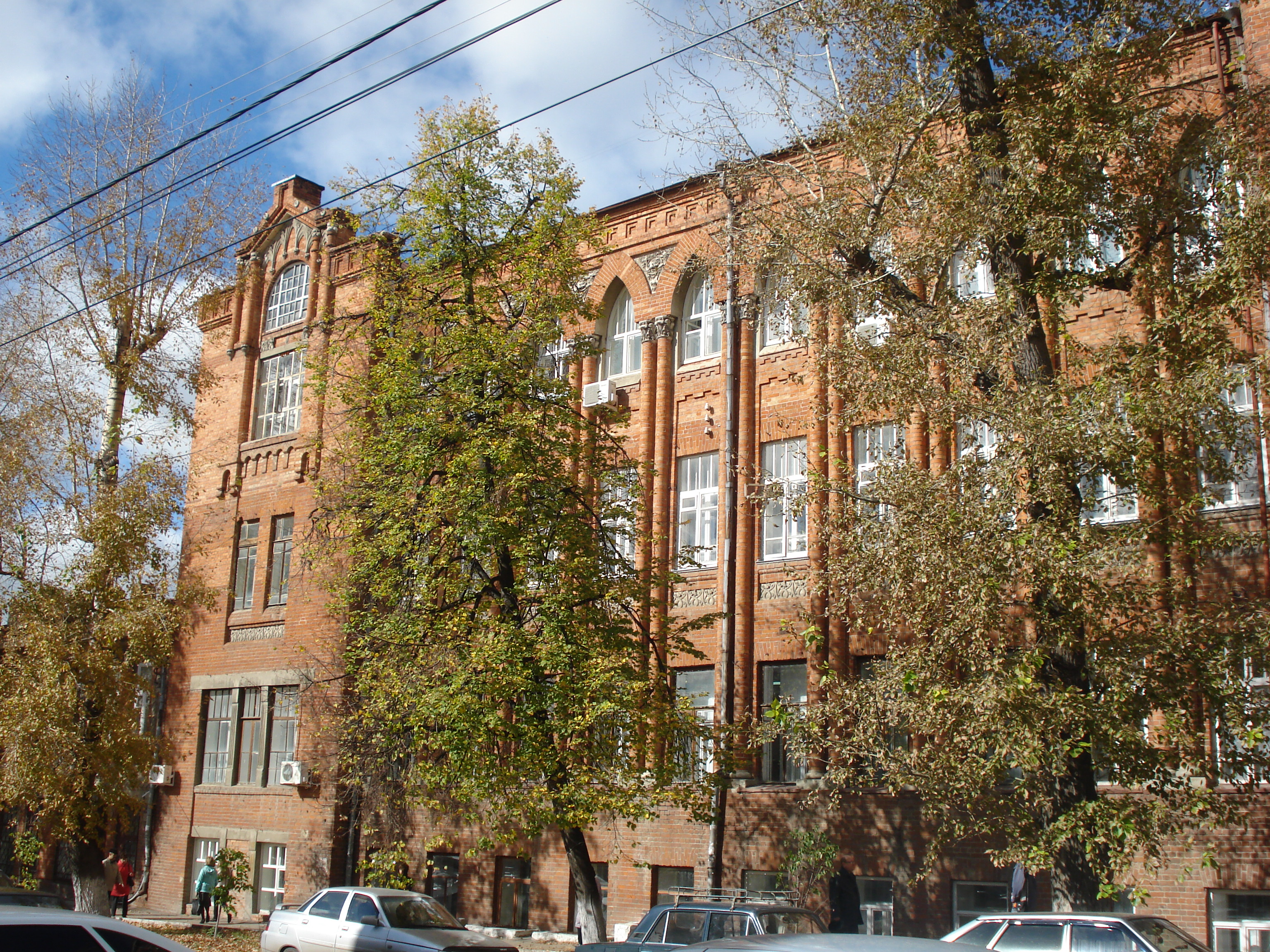
Здание машиностроительного факультета (Энгельса ул., 3/16).

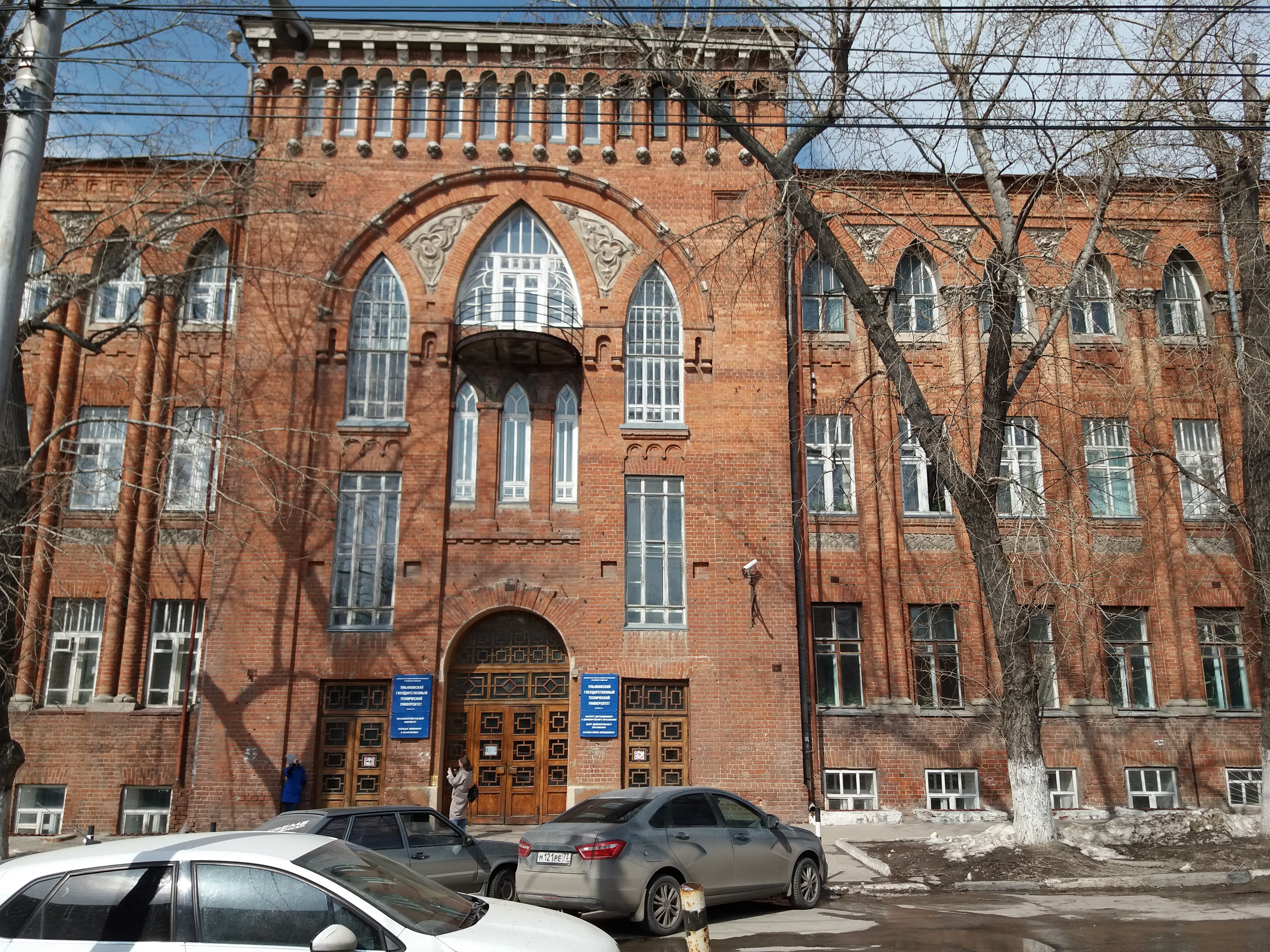
Машиностроительный факультет УГТУ.

### Радиотехнический факультет
В июне 2006 года в Ульяновском филиале ИРЭ РАН (Ульяновском филиале Института радиотехники и электроники Российской академии наук)  совместно с Ульяновским государственным техническим университетом (УлГТУ) создана базовая кафедра “Радиотехника, опто- и наноэлектроника” (РОН).

### Заочно-вечерний факультет

Институт авиационных технологий и управления УлГТУ (ИАТУ).

### Международный институт

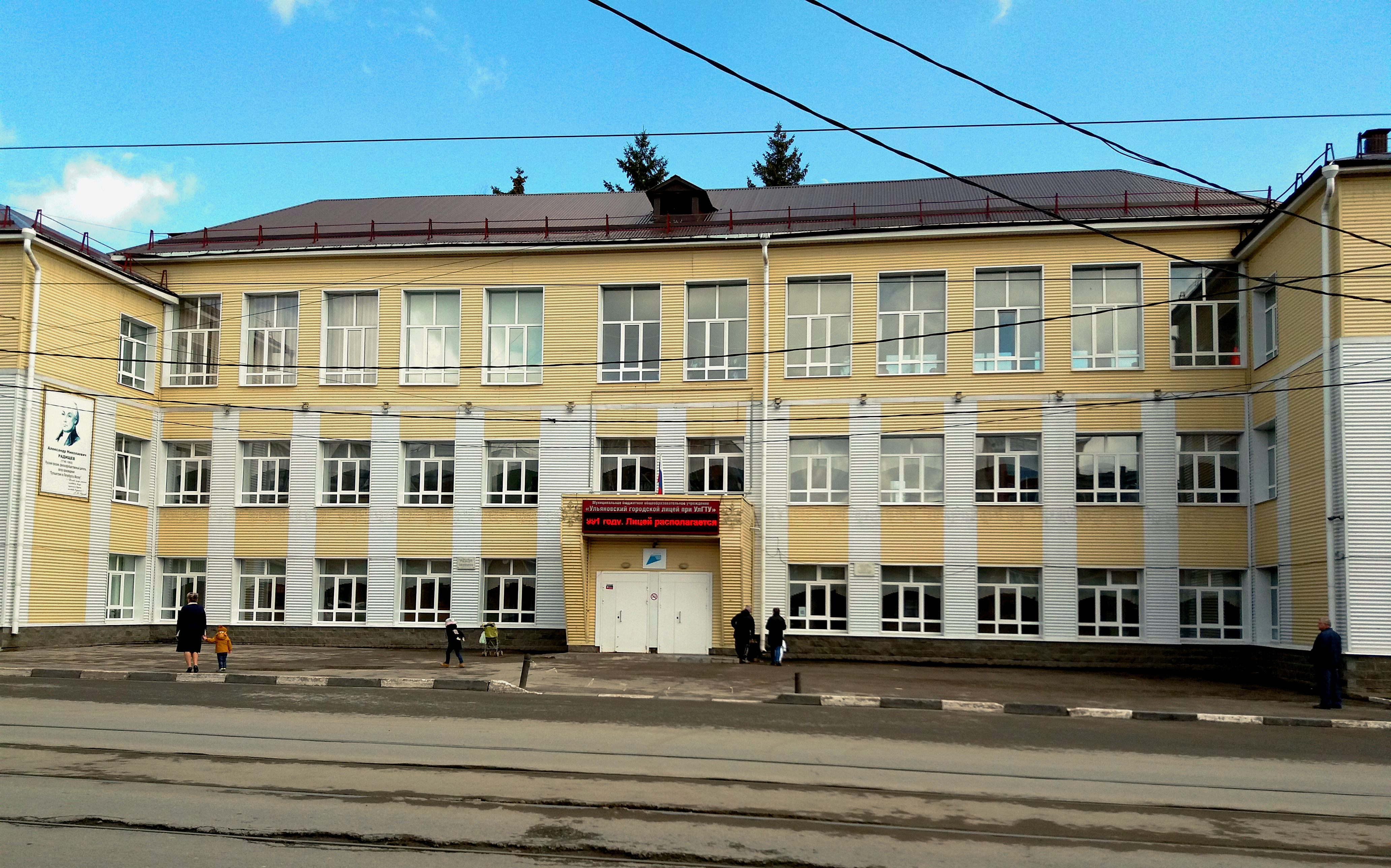
Лицей при УлГТУ.

#### Дополнительные подразделения
- Институт дистанционного и дополнительного образования;
- Колледж экономики и информатики (КЭИ);
- Барышский колледж — филиал УлГТУ  (г. Барыш, Ульяновской области)[4];
- Лицей при УлГТУ[5][6][7];

## Руководители института
- Шабанов И. И. 1957—1960, директор;
- Алтухов А. М. 1960—1964, директор;
- Корнилов В. В.1964—1969, ректор;
- Андреев В. А. 1969—1980, ректор;
- Казаров О. В. 1980—1987, ректор;
- Николаев В. М. 1987—1989, ректор;
- Ефимов В. В. 1989—1999, ректор;
- Горбоконенко А. Д. 1999—2015, ректор;
- Пинков А. П. 2015—2019, и.о. ректора;
- Ярушкина Н. Г. 2020—6.02.2025, ректор[8];
- Ямпольский, Леонид Семёнович с 7.02.2025, врио ректора[9].

## Галерея

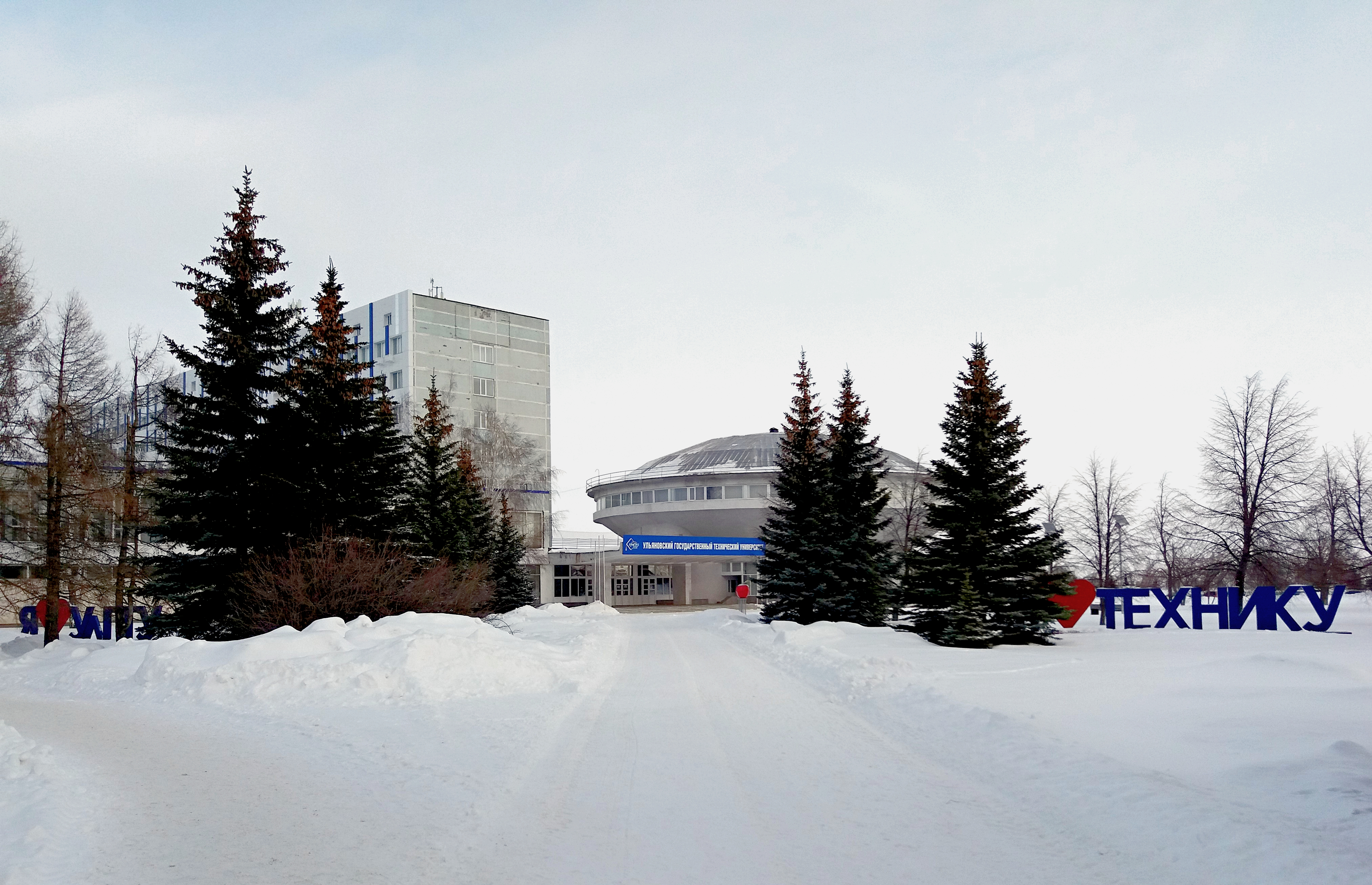
Ульяновский государственный технический университет.
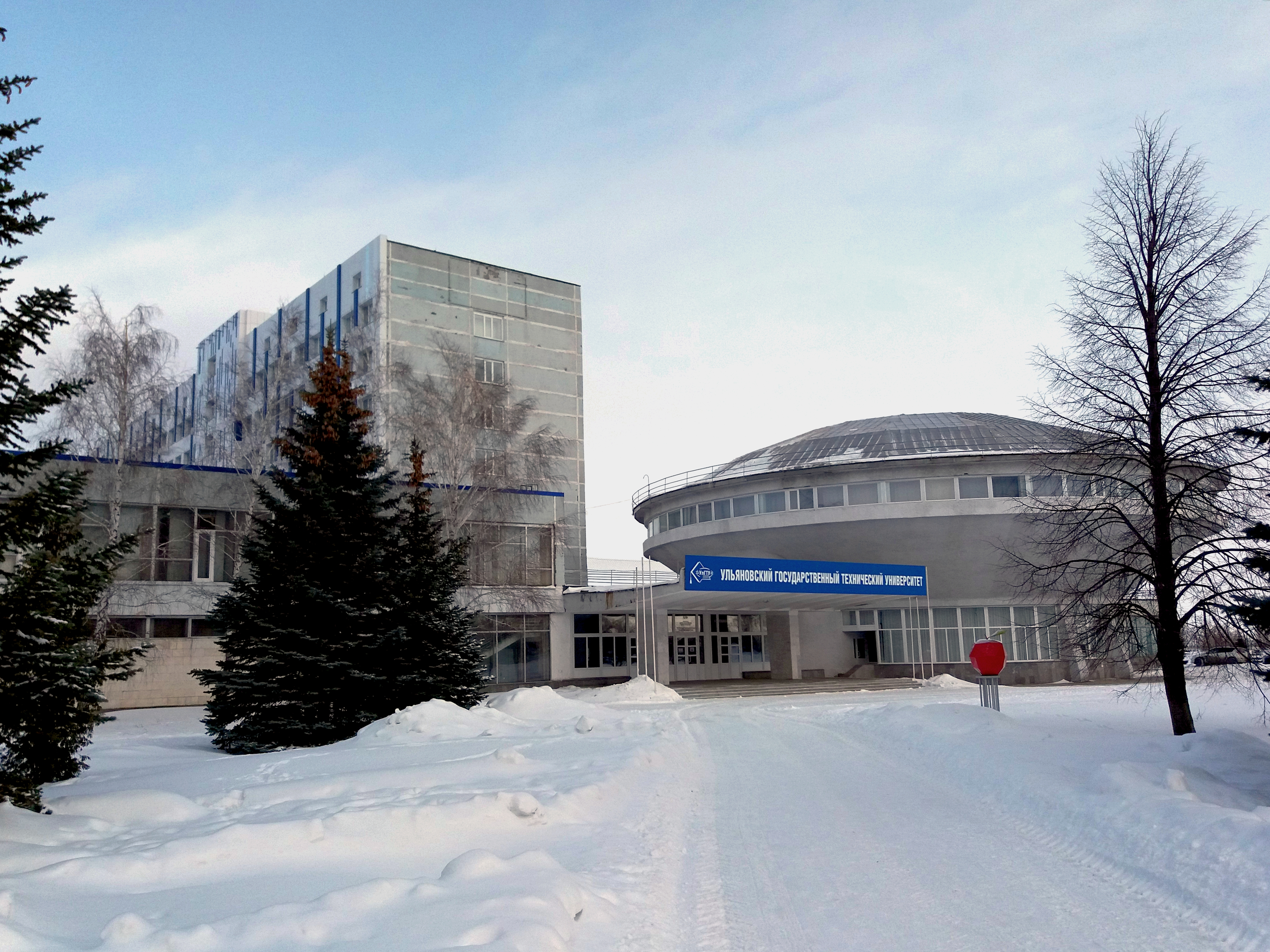
Ульяновский государственный технический университет.
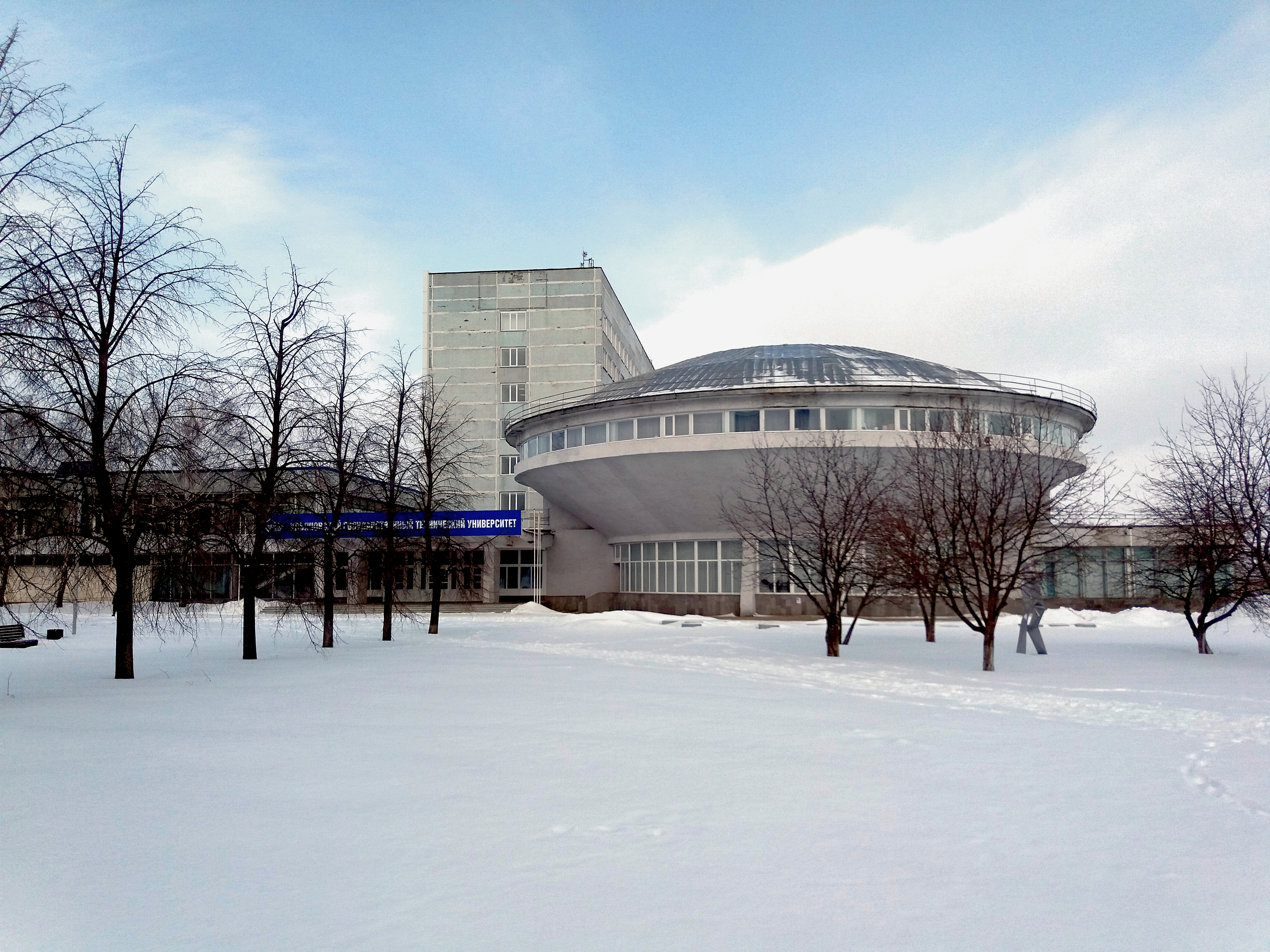
Ульяновский государственный технический университет.
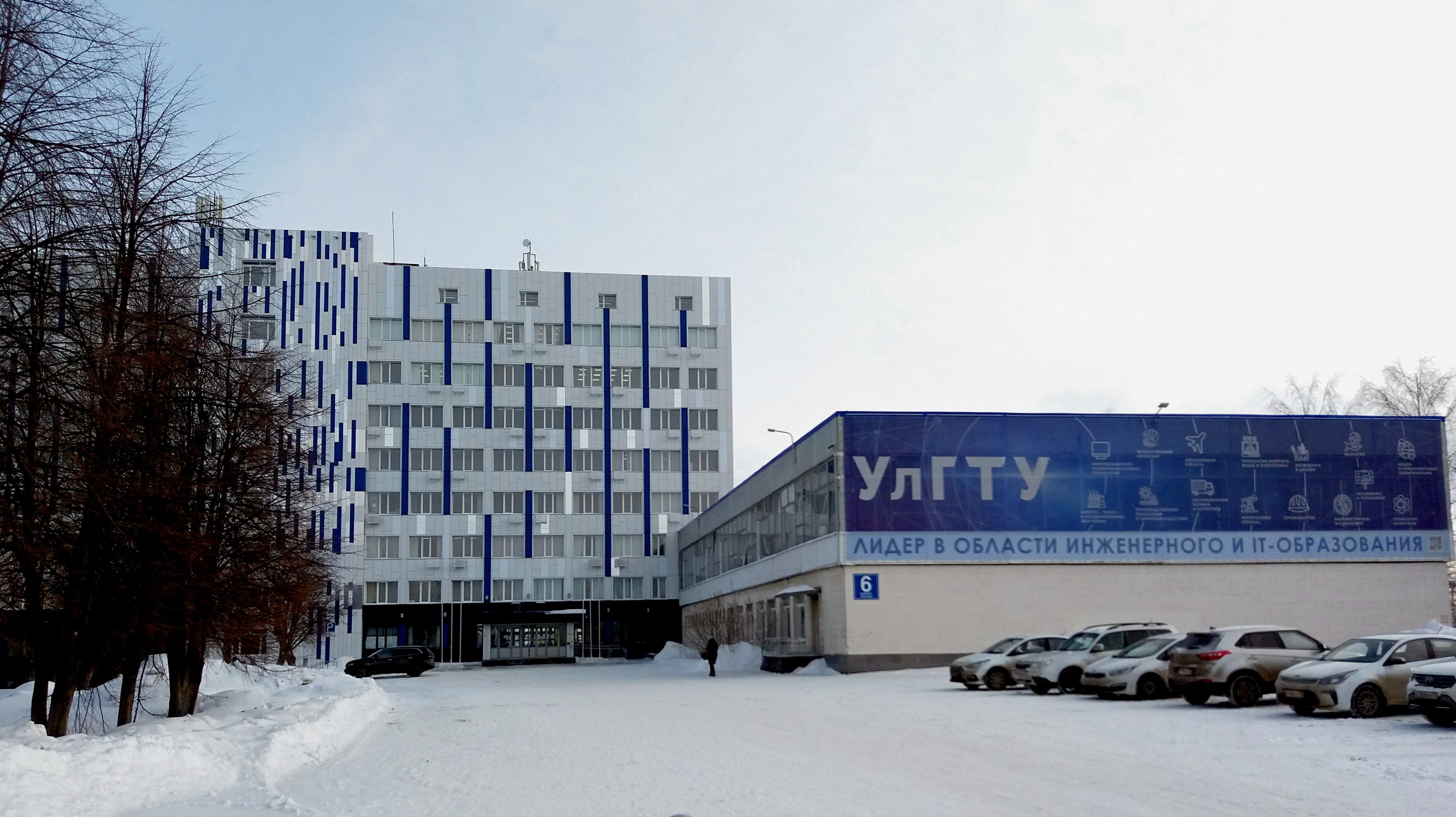
Ульяновский государственный технический университет.
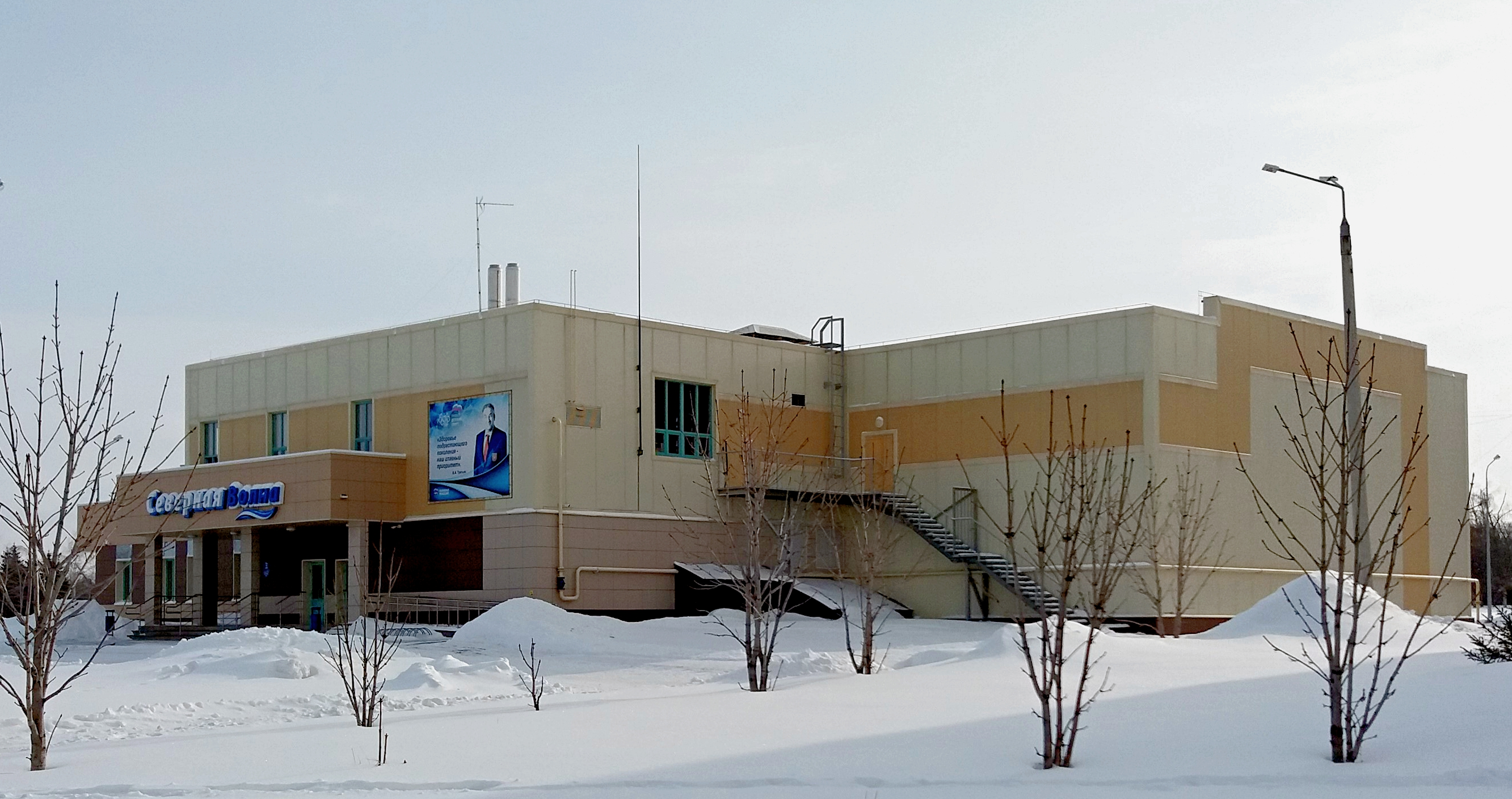
Ульяновский государственный технический университет.
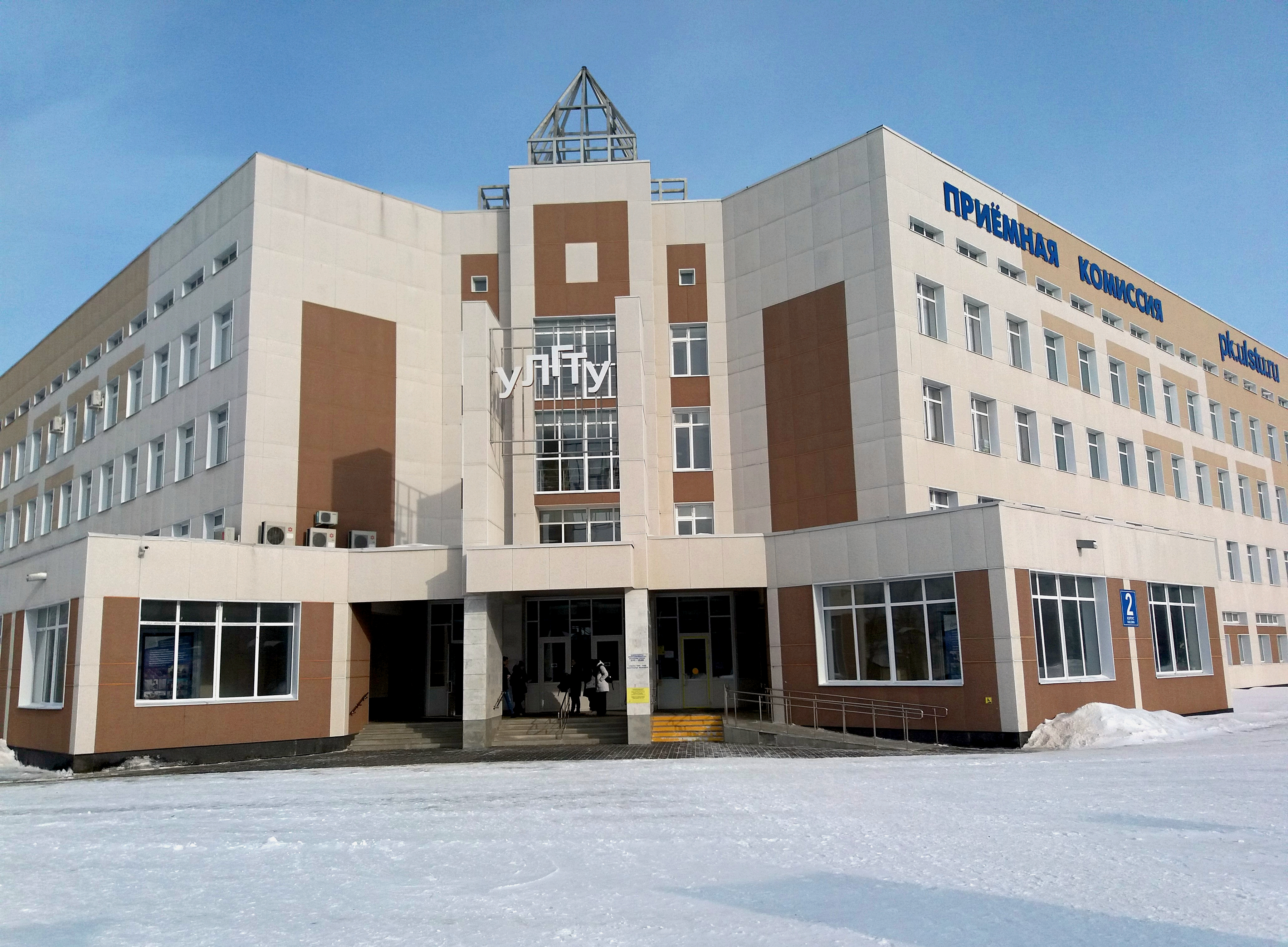
Ульяновский государственный технический университет.
Ульяновский государственный технический университет.
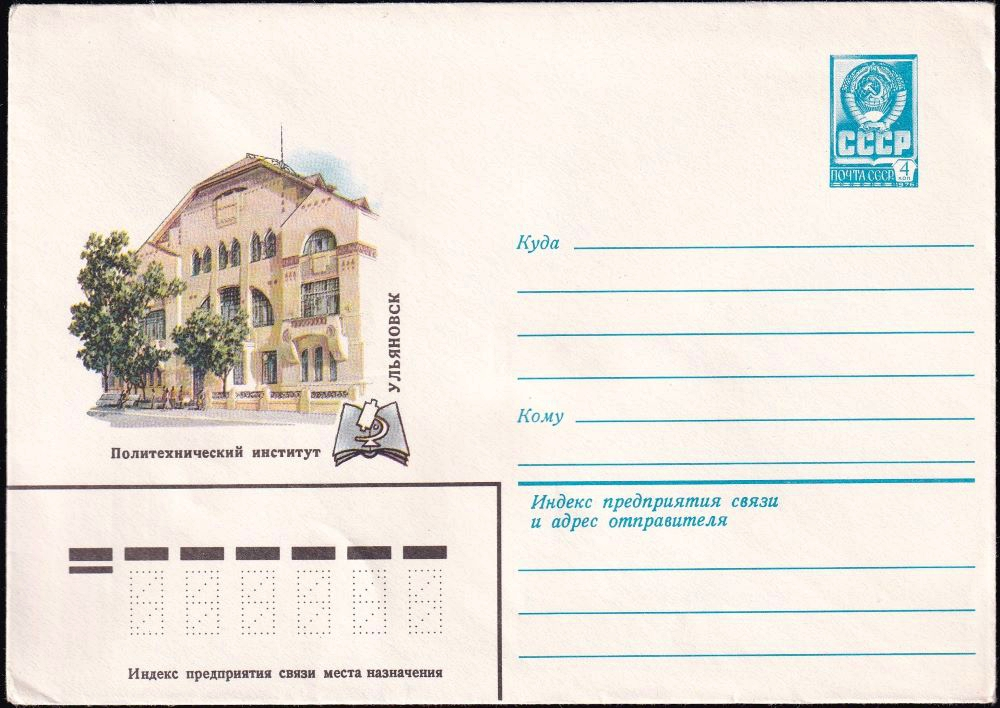
ХМК СССР, 1979. Ульяновск. Политехнический институт.